# Кинезиотейпирование

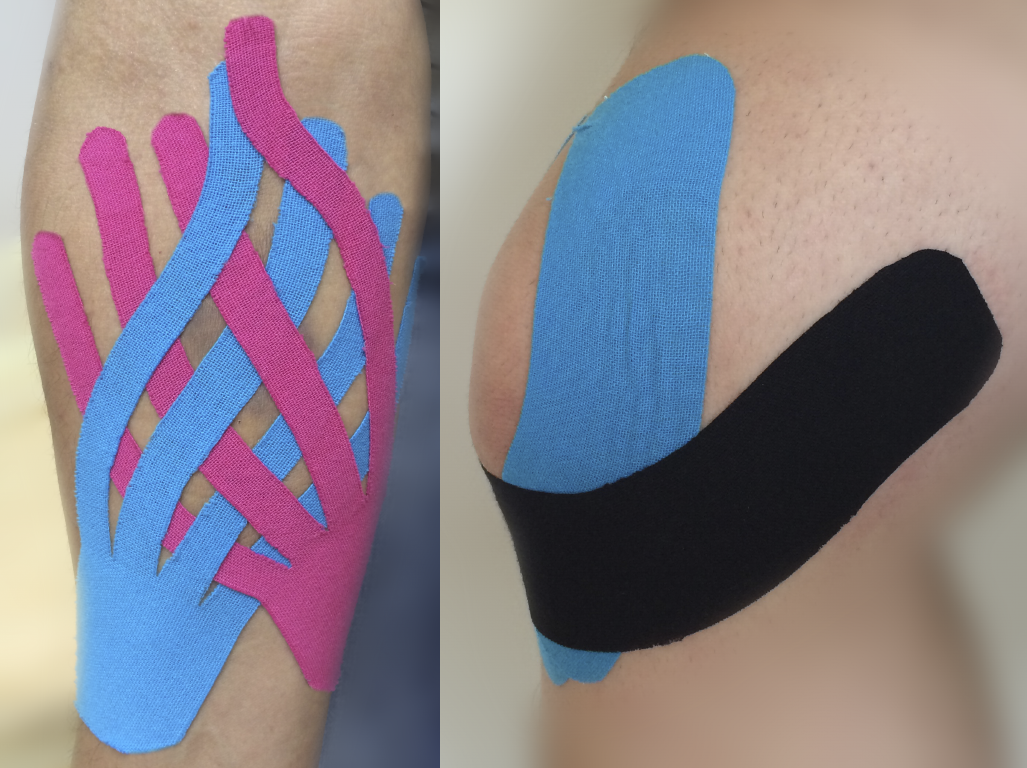
Кинезиотейпирование

Кинезиотейпирование (кинезиологическое тейпирование, кинезиотейпинг; от лат. kinesio — движение и англ. tape — лента) — метод альтернативной медицины: наложение на кожу специальных эластичных клейких лент (кинезиотейпов, больше напоминающих обычный лейкопластырь, чем спортивные тейпы) или обматывание ими.
Кинезиотейпы не применяются в медицине, поскольку у кинезиотейпирования отсутствуют доказательства эффективности в соответствии с критериям доказательной медицины. Учёные подвергают метод критике. В проведённых исследованиях кинезиотейпирование не отличается от плацебо. В частности, при болях в спине эффект от кинезиотейпирования значительно ниже конвенциональных методов лечения. 
В 2010-е годы методика приобрела широкое распространение во всем мире, главным образом, благодаря введению в практику эластичных лент (кинезиотейпов) привлекательных форм и цветов, ставших атрибутом моды у спортсменов, и благодаря продвижению метода посредством агрессивной рекламы. Многие кинезиотейписты утверждают, что эффект от лент зависит от их цвета, что не подтверждается исследованиями.
Кинезиолог — специалист по кинезиотейпированию, который может иметь образование ортопеда или спортивного врача. Для занятий кинезиотейпированием медицинское образование желательно, но не обязательно.

## Описание
Исходная идея кинезиотейпирования состоит в том, чтобы зафиксировать лейкопластырем кожу в несколько непривычном положении для создания кожной складки, что, по мысли автора метода, должно облегчить лимфоток и активировать кровообращение в нужном участке тела. Согласно авторскому определению кинезиотейпирования, оно эффективно только при болях, связанных с кожей, и неприменимо при заболеваниях внутренних органов.
Изобретатель метода — японский хиропрактик Кензо Касэ (род. 1942) — был убежден, что чаще всего болевые ощущения в теле человека вызваны недостаточным оттоком межклеточной жидкости (лимфы). В 1970-х годах он разработал метод принудительного механического выдавливания лимфы из-под кожи путём наклеивания на отёчный участок пластыря, который собирает кожу в складки. Помимо этого, Касэ считал, что придуманное им механическое воздействие помогает при болях и в случае отсутствия отёков — по его мнению, кожа, собранная в складочки, меньше давит на болевые рецепторы.
С нарушением оттока лимфы — лимфостазом / лимфедемой — связаны заболевания, при которых возникают выраженные отёки,  провоцирующие болевые ощущения. Однако лимфатические отёки не устраняется механическими способами, поскольку обычно вызваны повреждениями в лимфатических сосудах. Более того, скопление лимфы под кожей нечасто является причиной боли. Намного чаще боль на поверхности тела вызвана повреждениями тканей. К тому же кожа не принимает участия в движении лимфы, в силу чего основная идея Касэ противоречит данным физиологии.
Некоторые кинезиологи утверждают, что улучшение лимфатического дренажа, кровообращения и усиление активности кортикомоторов в результате наложения кинезиотейпов способствует исцелению.
Адепты альтернативной медицины, практикующие кинезиотейпирование, утверждают, что многие заболевания связаны со спазмом скелетных мышц, и что наложение лент способно его снять. При этом наклеивать кинезиотейпы должны только специалисты по кинезиотейпированию (кинезиологи). Они рекомендуют носить на теле приклеенный кинезиотейп в течение нескольких дней.
Кинезиотейпирование похоже на спортивное тейпирование. Спортивное тейпирование применяется при повреждении связок с целью их защиты от дальнейшего травмирования. Раньше для этого применялся эластичный бинт, теперь же  вместо бинта используется лейкопластырь, который наклеивается на кожу над повреждённым суставом и защищает спортсмена от развития травмы. Такой лейкопластырь в спортивной медицине называется тейпом и используется при травмах связок пальцев, кистей, локтей, плечевых суставов, спины, бедер, коленей и голеней. Будучи использованы в качестве спортивных тейпов, кинезиотейпы могут иметь какой-то смысл.
Автор и производители кинезиотейпов утверждают, что они помогают улучшить спортивные достижения: якобы наклеенная на тело лента улучшает технику спортсмена и увеличивает силу мышц. Экспериментальные проверки показали, что эти  утверждения не соответствуют действительности.

## История метода
Метод кинезиотейпирования разработан в 1973 году американским хиропрактиком японского происхождения Кензо Касе (англ. Kenzo Kase), а в 1979 году — опубликован. К. Касэ пытался лечить отёки с помощью массажа, и с некоторого времени после собственно массажа стал дополнительно собирать кожу пациента пластырем в мелкие складки.
В России кинезиотейпирование появилось в 2005 году с визита К. Касе, во время которого он выступал с рассказами о своём методе.
В 2010-х покупатели инициировали несколько исков к производителям лент-кинезиотейпов на недобросовестную рекламу. Иски были удовлетворены в судах, производители выплатили компенсации и убрали с упаковок лент надписи, гласящие об их лечебном эффекте.

## Применение и эффективность
В литературе опубликовано огромное количество исследований применения кинезиотейпов в разных ситуациях, однако большинство из них низкого качества и не заслуживают доверия. В экспериментах, в которых соблюдена научная строгость, выявлено отсутствие какого-либо эффекта от применения кинезиотейпов помимо эффекта плацебо.
Множество исследований продемонстрировали отсутствие какого бы то ни было эффекта от ношения на теле наклеенных лент. Кинезиотейпирование не оказывает лечебный эффект при болях в спине и болях в плече. На кортикомоторную активность кинезиотейпы не влияют, и спортивные результаты от их ношения не улучшаются.
Опубликованные результаты качественных исследований не подтверждают ни одну из гипотез, построенных на утверждениях автора и сторонников метода. У кинейзиотейпирования отсутствует клинический эффект.
Хотя исследования показывают отсутствие реального эффекта, у спортсменов возможен психологический эффект чуть лучших спортивных результатов при использовании цветных лент по сравнению с обычным спортивным тейпированием. 